# シャニン・ソサモン
シャニン・ソサモン（Shannyn Sossamon、1978年10月3日 - ）は、アメリカ合衆国の女優。英語の発音はシャナンに近い。

## 来歴
本名シャナン・マリー・カホオラニ・ソサモン（Shannon Marie Kahoolani Sossamon）。ハワイ州ホノルルに生まれ、ネバダ州リノで育つ。オランダ人、イングランド人、ドイツ人、フィリピン人、フランス人、アイルランド人、先住ハワイ人の血を引く。母シェリー・ソサモンは看護士で、父はトッド・リンドバーグ。1995年にファーストネームのOをYに置き換えた。ガレナ高校を卒業後にダンサーを目指してロサンゼルスに移り、クラブDJなども行うようになる。また、モデルとして活躍し、ギャップのテレビコマーシャルやダフト・パンク、グー・グー・ドールズ、ミック・ジャガー、コーンといったミュージシャンのミュージック・ビデオにも出演するようになる。
1999年にグウィネス・パルトローの誕生パーティーのクラブDJをしている時にキャスティング・エージェントに見出され、2001年の『ROCK YOU!』のヒロイン役を勝ち取った。同作品が全米で5500万ドルのヒットとなり、一躍ハリウッド期待の女優となる。

### プライベート
私生活では、2003年5月29日、絵本作家のダラス・クレイトンとの間に長男オーディオ・サイエンス・クレイトンを出産している。2012年には次男モーティマーを出産。

## 主な作品

### 映画
| 公開年 | 邦題 原題                                              | 役名                   | 備考 |
| ------ | ------------------------------------------------------ | ---------------------- | ---- |
| 2001   | ROCK YOU! A Knight's Tale                              | ジョスリン             |      |
| 2002   | 恋する40days 40 Days and 40 Nights                     | エリカ                 |      |
| 2002   | ルールズ・オブ・アトラクション The Rules of Attraction | ローレン               |      |
| 2003   | 悪霊喰 The Order                                       | マーラ                 |      |
| 2005   | いけにえ Devour                                        | マリソル               |      |
| 2005   | マッド・ドッグ Chasing Ghosts                          | テイラー               |      |
| 2005   | キスキス,バンバン Kiss Kiss Bang Bang                  | ピンクの髪の少女       |      |
| 2006   | ホリデイ The Holiday                                   | マギー                 |      |
| 2007   | カタコンベ Catacombs                                   | ヴィクトリア           |      |
| 2008   | ワン・ミス・コール One Missed Call                     | ベス・レイモンド       |      |
| 2010   | マイファミリー・ウェディング Our Family Wedding        | アシュレー・マクフィー |      |
| 2010   | 果てなき路 Road to Nowhere                             | ローレン/ヴェルマ      |      |
| 2012   | THE DAY ザ・デイ The Day                               | シャノン               |      |

### テレビ
| 放映年    | 邦題 原題                                                  | 役名     | 備考               |
| --------- | ---------------------------------------------------------- | -------- | ------------------ |
| 2004      | LAW & ORDER:性犯罪特捜班 Law & Order: Special Victims Unit | マイラ   | エピソード "Doubt" |
| 2007      | ダート Dirt                                                | カイラ   | 5エピソードに出演  |
| 2007–2008 | Moonlight                                                  |          | 10エピソードに出演 |
| 2010–2011 | How to Make It in America                                  |          | 8エピソードに出演  |
| 2010–2011 | スリーピー・ホロウ                                         | パンドラ |                    |